# Lista de rainhas reinantes
Esta é uma lista de rainhas reinantes, ou seja, monarcas soberanas em seus domínios. Estão inclusas também estão Faraós e Imperatrizes, bem como outros títulos (Grã-duquesa, Arquiduquesa, Duquesa, Princesa, etc.).
A lista não inclui consortes, regentes e nem pretendentes ao trono, entretanto, há na lista a presença de duas rainhas cerimoniais (que não exercem papel constitucional ou oficial). Todas as datas presentes estão em conformidade ao calendário gregoriano.

## África
| Monarca Título     | Monarca Título                                                   | Reino                       | Início do reinado       | Fim do reinado             | Duração do reinado          |
| ------------------ | ---------------------------------------------------------------- | --------------------------- | ----------------------- | -------------------------- | --------------------------- |
|                    | Esquemíofris (Faraó da XII Dinastia)                             | Antigo Egito                | 1 806 a.C.              | 1 802 a.C.                 | c. 3 ou 4 anos              |
|                    | Hatexepsute (Faraó da XVIII Dinastia)                            | Antigo Egito                | 1 479 a.C.              | 1 458 a.C.                 | c. 20 ou 21 anos            |
|                    | Tausserte (Faraó da XIX Dinastia)                                | Antigo Egito                | 1 191 a.C.              | 1 189 a.C.                 | c. 1 ou 2 anos              |
|                    | Cleópatra VII Filopátor (Faraó ou Rainha da Dinastia ptolemaica) | Antigo Egito                | 51 a.C.                 | 30 a.C.                    | c. 20 ou 21 anos            |
|                    | Arawelo                                                          | Somália                     | 15                      | desconhecido               | desconhecido                |
|                    | Ana I (Jinga Ambande) (Ngola)                                    | Dongo                       | 1624                    | 1626                       | c. 1 ou 2 anos              |
|                    | Ntombi (Nndlovukati)                                             | Essuatíni                   | 18 de agosto de 1983    | presente                   | 41 anos, 11 meses e 26 dias |
|                    | Isabel II (Rainha)                                               | Gâmbia                      | 18 de fevereiro de 1965 | 24 de abril de 1970        | 5 anos, 2 meses e 6 dias    |
| Gana               | Isabel II (Rainha)                                               | 6 de março de 1957          | 1 de julho de 1960      | 3 anos, 3 meses e 25 dias  |                             |
|                    | Zauditu (Imperatriz)                                             | Etiópia                     | 27 de setembro de 1916  | 1 de março de 1930         | 13 anos, 5 meses e 2 dias   |
|                    | Ranavalona I (Rainha)                                            | Madagascar                  | 3 de abril de 1828      | 16 de agosto de 1861       | 33 anos, 4 meses e 13 dias  |
|                    | Rasoherina (Rainha)                                              | Madagascar                  | 12 de maio de 1863      | 1 de abril de 1868         | 4 anos, 10 meses e 20 dias  |
|                    | Ranavalona II (Rainha)                                           | Madagascar                  | 2 de abril de 1868      | 13 de julho de 1883        | 15 anos, 3 meses e 11 dias  |
|                    | Ranavalona III (Rainha)                                          | Madagascar                  | 30 de julho de 1883     | 28 de fevereiro de 1897    | 13 anos, 6 meses e 29 dias  |
|                    | Isabel II (Rainha)                                               | Malawi                      | 6 de julho de 1964      | 6 de julho de 1966         | 2 anos                      |
|                    | Ana I (Jinga Ambande) (Ngola)                                    | Matamba                     | 1631                    | 1663                       | c. 31 ou 32 anos            |
|                    | Bárbara (Ngola)                                                  | Matamba                     | 1663                    | 1666                       | c. 2 ou 3 anos              |
|                    | Verônica I (Ngola)                                               | Matamba                     | 1681                    | 1721                       | c. 39 ou 40 anos            |
|                    | Ana II (Ngola)                                                   | Matamba                     | 1741                    | 1756                       | c. 14 ou 15 anos            |
|                    | Verônica II (Ngola)                                              | Matamba                     | 1756                    | 1758                       | c. 1 ou 2 anos              |
|                    | Ana III (Ngola)                                                  | Matamba                     | 1758                    | 1767                       | c. 8 ou 9 anos              |
|                    | Isabel II (Rainha)                                               | Maurícia                    | 12 de março de 1968     | 12 de março de 1992        | 24 anos                     |
| Nigéria            | Isabel II (Rainha)                                               | 1 de outubro de 1960        | 1 de outubro de 1963    | 3 anos                     |                             |
| Quênia             | Isabel II (Rainha)                                               | 12 de dezembro de 1963      | 12 de dezembro de 1964  | 1 ano                      |                             |
| Serra Leoa         | Isabel II (Rainha)                                               | 27 de abril de 1961         | 19 de abril de 1971     | 9 anos, 11 meses e 23 dias |                             |
|                    | Xajar Aldur (Sultana)                                            | Sultanato Mameluco do Cairo | 2 de maio de 1250       | agosto de 1250             | c. 3 meses e 11 dias        |
|                    | Isabel II (Rainha)                                               | Tanganica                   | 9 de dezembro de 1961   | 9 de dezembro de 1962      | 1 ano                       |
| Uganda             | Isabel II (Rainha)                                               | 9 de outubro de 1962        | 9 de outubro de 1963    | 1 ano                      |                             |
| União Sul-Africana | Isabel II (Rainha)                                               | 6 de fevereiro de 1952      | 31 de maio de 1961      | 9 anos, 3 meses e 25 dias  |                             |

## Américas
| Monarca Título           | Monarca Título     | Reino                   | Início do reinado       | Fim do reinado              | Duração do reinado         |
| ------------------------ | ------------------ | ----------------------- | ----------------------- | --------------------------- | -------------------------- |
|                          | Isabel II (Rainha) | Antígua e Barbuda       | 1 de novembro de 1981   | 8 de setembro de 2022       | 40 anos, 10 meses e 7 dias |
| Bahamas                  | Isabel II (Rainha) | 10 de julho de 1973     | 8 de setembro de 2022   | 52 anos, 1 mês e 3 dias     |                            |
| Barbados                 | Isabel II (Rainha) | 30 de novembro de 1966  | 30 de novembro de 2021  | 55 anos                     |                            |
| Belize                   | Isabel II (Rainha) | 21 de setembro de 1981  | 8 de setembro de 2022   | 40 anos, 11 meses e 18 dias |                            |
|                          | Maria I (Rainha)   | Brasil                  | 16 de dezembro de 1815  | 20 de março de 1816         | 3 meses e 4 dias           |
|                          | Vitória (Rainha)   | Canadá                  | 1 de julho de 1867      | 22 de janeiro de 1901       | 33 anos, 6 meses e 21 dias |
|                          | Isabel II (Rainha) | Canadá                  | 6 de fevereiro de 1952  | 8 de setembro de 2022       | 70 anos, 7 meses e 2 dias  |
| Granada                  | Isabel II (Rainha) | 7 de fevereiro de 1974  | 8 de setembro de 2022   | 48 anos, 7 meses e 1 dia    |                            |
| Guiana                   | Isabel II (Rainha) | 26 de maio de 1966      | 23 de fevereiro de 1970 | 3 anos, 8 meses e 28 dias   |                            |
| Jamaica                  | Isabel II (Rainha) | 10 de agosto de 1962    | 8 de setembro de 2022   | 60 anos e 29 dias           |                            |
| Santa Lúcia              | Isabel II (Rainha) | 22 de fevereiro de 1979 | 8 de setembro de 2022   | 43 anos, 6 meses e 17 dias  |                            |
| São Cristóvão e Névis    | Isabel II (Rainha) | 19 de setembro de 1983  | 8 de setembro de 2022   | 38 anos, 11 meses e 20 dias |                            |
| São Vicente e Granadinas | Isabel II (Rainha) | 27 de outubro de 1979   | 8 de setembro de 2022   | 42 anos, 10 meses e 12 dias |                            |
| Trinidad e Tobago        | Isabel II (Rainha) | 31 de agosto de 1962    | 1 de agosto de 1976     | 13 anos, 11 meses e 1 dia   |                            |

## Ásia
| Monarca Título        | Monarca Título                 | Reino                           | Início do reinado      | Fim do reinado             | Duração do reinado            |
| --------------------- | ------------------------------ | ------------------------------- | ---------------------- | -------------------------- | ----------------------------- |
|                       | Isabel I (Rainha)              | Armênia-Cilícia                 | 1219                   | 1252                       | c.32 ou 33 anos               |
|                       | Qudsia Begum (Nawab Begum)     | Bopal                           | 1819                   | 1837                       | c.17 ou 18 anos               |
|                       | Shah Jahan Begum (Nawab Begum) | Bopal                           | 1844                   | 30 de setembro de 1860     | c.15 ou 16 anos               |
| 30 de outubro de 1868 | Shah Jahan Begum (Nawab Begum) | Bopal                           | 16 de junho de 1901    | 32 anos, 7 meses e 17 dias |                               |
|                       | Sikandar Begum (Nawab Begum)   | Bopal                           | 30 de setembro de 1860 | 30 de outubro de 1868      | 8 anos e 1 mês                |
|                       | Sultan Jahan (Nawab Begum)     | Bopal                           | 16 de junho de 1901    | 20 de abril de 1926        | 24 anos, 10 meses e 4 dias    |
|                       | Isabel II (Rainha)             | Ceilão                          | 6 de fevereiro de 1952 | 22 de maio de 1972         | 20 anos, 3 meses e 16 dias    |
|                       | Wu Zetian (Imperatriz)         | Dinastia Tang (China Imperial)  | 690                    | 705                        | c. 14 ou 15 anos              |
|                       | Vitória (Imperatriz)           | Raj Britânico (Índia Britânica) | 1 de maio de 1876      | 22 de janeiro de 1901      | 24 anos, 8 meses e 21 dias    |
|                       | Himiko (Rainha)                | Japão Antigo                    | 189                    | 248                        | c. 58 ou 59 anos              |
|                       | Suiko (Imperatriz)             | Japão Antigo                    | 8 de dezembro de 592   | 7 de março de 628          | 35 anos, 2 meses e 28 dias    |
|                       | Kogyoku (Imperatriz)           | Japão Antigo                    | 25 de janeiro de 642   | 14 de junho de 645         | 3 anos, 4 meses e 20 dias     |
| Saimei (Imperatriz)   | 3 de janeiro de 655            | Japão Antigo                    | 24 de julho de 661     | 6 anos, 5 meses e 21 dias  |                               |
|                       | Jito (Imperatriz)              | Japão Antigo                    | 686                    | 697                        | c. 10 ou 11 anos              |
|                       | Gemmei (Imperatriz)            | Japão Antigo                    | 18 de agosto de 707    | 3 de outubro de 715        | 8 anos, 1 mês e 15 dias       |
|                       | Gensho (Imperatriz)            | Japão Antigo                    | 3 de outubro de 715    | 3 de março de 724          | 8 ou 9 anos                   |
|                       | Koken (Imperatriz)             | Japão Antigo                    | 749                    | 758                        | c. 8 ou 9 anos                |
| Shotoku (Imperatriz)  | 764                            | Japão Antigo                    | 770                    | c. 5 ou 6 anos             |                               |
|                       | Meisho (Imperatriz)            | Shogunato Tokugawa (Japão)      | 22 de dezembro de 1629 | 14 de novembro de 1643     | 13 anos, 10 meses e 23 dias   |
|                       | Go-Sakuramachi (Imperatriz)    | Shogunato Tokugawa (Japão)      | 15 de setembro de 1762 | 9 de janeiro de 1771       | 8 anos, 3 meses e 25 dias     |
|                       | Lakshmibai (Marani)            | Jhansi                          | 21 de novembro de 1853 | 10 de março de 1854        | 3 meses e 17 dias             |
| 4 de junho de 1857    | Lakshmibai (Marani)            | Jhansi                          | abril de 1858          | 10 meses e 9 dias          |                               |
|                       | Melisenda (Rainha)             | Jerusalém                       | 1131                   | 1153                       | c.21 ou 22 anos               |
|                       | Sibila (Rainha)                | Jerusalém                       | 1186                   | 1190                       | c.3 ou 4 anos                 |
|                       | Isabel I (Rainha)              | Jerusalém                       | 1190/1192              | 1205                       | c.14 ou 15 anos/12 ou 13 anos |
|                       | Maria de Jerusalém (Rainha)    | Jerusalém                       | 1205                   | 1212                       | 6 ou 7 anos                   |
|                       | Isabel II (Rainha)             | Jerusalém                       | 1212                   | 25 de abril de 1228        | 15 ou 16 anos                 |
|                       | Seondeok (Rainha)              | Silla                           | 632                    | 647                        | c. 14 ou 15 anos              |
|                       | Jindeok (Rainha)               | Silla                           | 647                    | 654                        | c. 6 ou 7 anos                |
|                       | Jinseong (Rainha)              | Silla                           | 887                    | 897                        | c. 9 ou 10 anos               |
|                       | Teodora (Imperatriz)           | Trebizonda                      | 1284                   | 1285                       | c. 0 ou 1 ano                 |
|                       | Irene Paleóloga (Imperatriz)   | Trebizonda                      | 6 de abril de 1340     | 17 de julho de 1341        | 1 ano, 3 meses e 11 dias      |
|                       | Ana (Imperatriz)               | Trebizonda                      | 17 de julho de 1341    | 4 de setembro de 1342      | 1 ano, 1 mês e 18 dias        |

## Eurafrásia
| Monarca Título | Monarca Título        | Reino             | Início do reinado         | Fim do reinado       | Duração do reinado                                         |
| -------------- | --------------------- | ----------------- | ------------------------- | -------------------- | ---------------------------------------------------------- |
|                | Teodora               | Império Bizantino | 1 de agosto de 527 ou 528 | 28 de junho de 548   | 20 anos, 10 meses e 27 dias ou 19 anos, 10 meses e 27 dias |
|                | Irene Sarantapecina   | Império Bizantino | agosto de 797             | 31 de outubro de 802 | c. 5 anos e 1 ou 2 meses                                   |
|                | Zoé Porfirogênita     | Império Bizantino | 15 de novembro de 1028    | 11 de julho de 1042  | 13 anos, 7 meses e 26 dias                                 |
|                | Teodora Porfirogênita | Império Bizantino | 19 de abril de 1042       | 31 de agosto de 1056 | 14 anos, 4 meses e 12 dias                                 |

## Europa
| Monarca Título          | Monarca Título                       | Reino                         | Início do reinado       | Fim do reinado             | Duração do reinado          |
| ----------------------- | ------------------------------------ | ----------------------------- | ----------------------- | -------------------------- | --------------------------- |
|                         | Zarmanducte (Rainha)                 | Armênia                       | 378                     | 384                        | c. 5 ou 6 anos              |
|                         | Maria Teresa (Arquiduquesa) (Rainha) | Áustria                       | 20 de outubro de 1740   | 29 de novembro de 1780     | 40 anos, 1 mês e 9 dias     |
| Boêmia                  | Maria Teresa (Arquiduquesa) (Rainha) | 20 de outubro de 1740         | 19 de dezembro de 1741  | 1 ano, 1 mês e 29 dias     |                             |
| Boêmia                  | Maria Teresa (Arquiduquesa) (Rainha) | 12 de maio de 1743            | 29 de novembro de 1780  | 37 anos, 6 meses e 17 dias |                             |
|                         | Helena (Rainha)                      | Bósnia                        | 8 de setembro de 1395   | 1398                       | 2 anos, 11 meses e 5 dias   |
|                         | Carlota (Rainha)                     | Chipre                        | 28 de julho de 1458     | 1464                       | 6 anos e 16 dias            |
|                         | Catarina Cornaro (Rainha)            | Chipre                        | 26 de agosto de 1474    | 26 de fevereiro de 1489    | 14 anos e 6 meses           |
|                         | Ana Jagelão (Rainha) (Grã-duquesa)   | Comunidade Polaco-Lituana     | 15 de dezembro de 1575  | 18 de setembro de 1587     | 11 anos, 9 meses e 3 dias   |
|                         | Maria (Rainha)                       | Croácia                       | 10 de setembro de 1382  | 31 de dezembro de 1385     | 3 anos, 3 meses e 21 dias   |
| 24 de fevereiro de 1386 | Maria (Rainha)                       | Croácia                       | 17 de maio de 1395      | 9 anos, 2 meses e 23 dias  |                             |
|                         | Maria Teresa (Rainha)                | Croácia                       | 20 de outubro de 1740   | 29 de novembro de 1780     | 40 anos, 1 mês e 9 dias     |
|                         | Isabel (Condessa)                    | Foix                          | 1399                    | 1428                       | c.28 ou 29 anos             |
|                         | Catarina I (Condessa)                | Foix                          | 1483                    | 1517                       | c.33 ou 34 anos             |
|                         | Joana III (Condessa)                 | Foix                          | 25 de maio de 1555      | 9 de junho de 1572         | 17 anos e 15 dias           |
|                         | Margarida I (Rainha)                 | Dinamarca                     | 10 de agosto de 1387    | 28 de outubro de 1412      | 25 anos, 2 meses e 18 dias  |
|                         | Margarida II (Rainha)                | Dinamarca                     | 14 de janeiro de 1972   | 14 de janeiro de 2024      | 52 anos                     |
|                         | Maria Angelina (Basilissa)           | Epiro                         | 1384                    | 1385                       | c.0 ou 1 ano                |
|                         | Margarida (Rainha)                   | Escócia                       | 25 de novembro de 1286  | 29 de setembro de 1290     | 3 anos, 10 meses e 4 dias   |
|                         | Maria I (Rainha)                     | Escócia                       | 14 de dezembro de 1542  | 24 de julho de 1567        | 24 anos, 7 meses e 10 dias  |
|                         | Maria II (Rainha)                    | Escócia                       | 13 de fevereiro de 1689 | 28 de dezembro de 1694     | 5 anos, 10 meses e 15 dias  |
|                         | Ana (Rainha)                         | Escócia                       | 8 de março de 1702      | 1 de maio de 1707          | 5 anos, 1 mês e 23 dias     |
|                         | Urraca (Rainha)                      | Espanha (Antes do Séc. XVIII) | 1109                    | 1126                       | c.16 ou 17 anos             |
|                         | Petronila (Rainha)                   | Espanha (Antes do Séc. XVIII) | 16 de agosto de 1157    | 18 de julho de 1164        | 6 anos, 11 meses e 2 dias   |
|                         | Berengária (Rainha)                  | Espanha (Antes do Séc. XVIII) | 6 de junho de 1217      | 31 de agosto de 1217       | 2 meses e 25 dias           |
|                         | Isabel (Rainha)                      | Espanha (Antes do Séc. XVIII) | 11 de dezembro de 1474  | 26 de novembro de 1504     | 29 anos, 11 meses e 15 dias |
|                         | Joana (Rainha)                       | Espanha (Antes do Séc. XVIII) | 26 de novembro de 1504  | 12 de abril de 1555        | 50 anos, 4 meses e 17 dias  |
|                         | Isabel II (Rainha)                   | Espanha                       | 29 de setembro de 1833  | 30 de setembro de 1868     | 35 anos e 1 dia             |
|                         | Tamara (Rainha)                      | Geórgia                       | 27 de março de 1184     | 18 de janeiro de 1213      | 28 anos, 9 meses e 22 dias  |
|                         | Rusudana (Rainha)                    | Geórgia                       | 1223                    | 1245                       | c.21 ou 22 anos             |
|                         | Maria (Rainha)                       | Hungria                       | 10 de setembro de 1382  | 31 de dezembro de 1385     | 3 anos, 3 meses e 21 dias   |
| 24 de fevereiro de 1386 | Maria (Rainha)                       | Hungria                       | 17 de maio de 1395      | 9 anos, 2 meses e 23 dias  |                             |
|                         | Maria Teresa (Rainha)                | Hungria                       | 20 de outubro de 1740   | 29 de novembro de 1780     | 40 anos, 1 mês e 9 dias     |
|                         | Joana Grey (Rainha)                  | Inglaterra Irlanda            | 10 de julho de 1553     | 19 de julho de 1553        | 9 dias                      |
|                         | Maria I (Rainha)                     | Inglaterra Irlanda            | 19 de julho de 1553     | 17 de novembro de 1558     | 5 anos, 3 meses e 29 dias   |
|                         | Isabel I (Rainha)                    | Inglaterra Irlanda            | 17 de novembro de 1558  | 24 de março de 1603        | 44 anos, 4 meses e 7 dias   |
|                         | Maria II (Rainha)                    | Inglaterra Irlanda            | 13 de fevereiro de 1689 | 28 de dezembro de 1694     | 5 anos, 10 meses e 15 dias  |
|                         | Ana (Rainha)                         | Inglaterra Irlanda            | 8 de março de 1702      | 1 de maio de 1707          | 5 anos, 1 mês e 23 dias     |
|                         | Maria Adelaide (Grã-duquesa)         | Luxemburgo                    | 25 de fevereiro de 1912 | 14 de janeiro de 1919      | 6 anos, 10 meses e 20 dias  |
|                         | Carlota (Grã-duquesa)                | Luxemburgo                    | 14 de janeiro de 1919   | 12 de novembro de 1964     | 45 anos, 9 meses e 29 dias  |
|                         | Isabel II (Rainha)                   | Malta                         | 21 de setembro de 1964  | 13 de dezembro de 1974     | 10 anos, 2 meses e 22 dias  |
|                         | Cláudia (Senhora)                    | Mónaco                        | julho de 1457           | 16 de março de 1458        | c.7 ou 8 meses              |
|                         | Luísa Hipólita (Princesa)            | Mónaco                        | 20 de fevereiro de 1731 | 29 de dezembro de 1731     | 10 meses e 9 dias           |
|                         | Joana I (Rainha)                     | Nápoles                       | 20 de janeiro de 1343   | 12 de maio de 1382         | 39 anos, 3 meses e 22 dias  |
|                         | Joana II (Rainha)                    | Nápoles                       | 6 de agosto de 1414     | 2 de fevereiro de 1435     | 20 anos, 5 meses e 27 dias  |
|                         | Joana I (Rainha)                     | Navarra                       | 22 de julho de 1274     | 29 de novembro de 1314     | 40 anos, 4 meses e 7 dias   |
|                         | Joana II (Rainha)                    | Navarra                       | 1 de fevereiro de 1328  | 6 de setembro de 1348      | 20 anos, 7 meses e 5 dias   |
|                         | Branca I (Rainha)                    | Navarra                       | 8 de setembro de 1425   | 1 de abril de 1441         | 15 anos, 6 meses e 24 dias  |
|                         | Leonor (Rainha)                      | Navarra                       | 28 de janeiro de 1479   | 12 de fevereiro de 1479    | 15 dias                     |
|                         | Catarina I (Rainha)                  | Navarra                       | 7 de janeiro de 1483    | 12 de fevereiro de 1517    | 34 anos, 1 mês e 5 dias     |
|                         | Joana III (Rainha)                   | Navarra                       | 25 de maio de 1555      | 9 de julho de 1572         | 17 anos, 1 mês e 14 dias    |
|                         | Guilhermina (Rainha)                 | Países Baixos                 | 23 de novembro de 1890  | 4 de setembro de 1948      | 57 anos, 9 meses e 12 dias  |
|                         | Juliana (Rainha)                     | Países Baixos                 | 4 de setembro de 1948   | 30 de abril de 1980        | 31 anos, 7 meses e 26 dias  |
|                         | Beatriz (Rainha)                     | Países Baixos                 | 30 de abril de 1980     | 30 de abril de 2013        | 33 anos                     |
|                         | Maria Teresa (Duquesa)               | Parma e Placência             | 20 de outubro de 1740   | 18 de outubro de 1748      | 7 anos, 11 meses e 28 dias  |
|                         | Maria Luísa (Duquesa)                | Parma e Placência             | 11 de abril de 1814     | 17 de dezembro de 1847     | 33 anos, 8 meses e 6 dias   |
|                         | Edviges (Rainha)                     | Polônia                       | 16 de outubro de 1384   | 17 de julho de 1399        | 14 anos, 9 meses e 1 dia    |
|                         | Maria I (Rainha)                     | Portugal                      | 24 de fevereiro de 1777 | 20 de março de 1816        | 39 anos e 25 dias           |
|                         | Maria II de Portugal (Rainha)        | Portugal                      | 2 de maio de 1826       | 11 de julho de 1828        | 2 anos, 2 meses e 9 dias    |
| 20 de setembro de 1834  | Maria II de Portugal (Rainha)        | Portugal                      | 15 de novembro de 1853  | 19 anos, 1 mês e 26 dias   |                             |
|                         | Ana (Rainha)                         | Reino Unido                   | 1 de maio de 1707       | 1 de agosto de 1714        | 7 anos e 3 meses            |
|                         | Vitória (Rainha)                     | Reino Unido                   | 20 de junho de 1837     | 22 de janeiro de 1901      | 63 anos, 7 meses e 2 dias   |
|                         | Isabel II (Rainha)                   | Reino Unido                   | 6 de fevereiro de 1952  | 8 de setembro de 2022      | 70 anos, 7 meses e 2 dias   |
|                         | Catarina (Imperatriz)                | Rússia                        | 8 de fevereiro de 1725  | 17 de maio de 1727         | 2 anos, 3 meses e 9 dias    |
|                         | Ana (Imperatriz)                     | Rússia                        | 30 de janeiro de 1730   | 28 de outubro de 1740      | 10 anos, 8 meses e 28 dias  |
|                         | Isabel (Imperatriz)                  | Rússia                        | 6 de dezembro de 1741   | 5 de janeiro de 1762       | 20 anos e 30 dias           |
|                         | Catarina II (Imperatriz)             | Rússia                        | 9 de julho de 1762      | 17 de novembro de 1796     | 34 anos, 4 meses e 8 dias   |
|                         | Constança I (Rainha)                 | Sicília                       | 1194                    | 27 de novembro de 1198     | c. 3 ou 4 anos              |
|                         | Constança II (Rainha)                | Sicília                       | 31 de agosto de 1282    | 2 de novembro de 1285      | 3 anos, 2 meses e 2 dias    |
|                         | Maria (Rainha)                       | Sicília                       | 27 de julho de 1377     | 25 de maio de 1401         | 23 anos, 9 meses e 28 dias  |
|                         | Joana (Rainha)                       | Sicília                       | 23 de janeiro de 1516   | 12 de abril de 1555        | 39 anos, 2 meses e 20 dias  |
|                         | Cristina (Rainha)                    | Suécia                        | 6 de novembro de 1632   | 6 de junho de 1654         | 21 anos e 7 meses           |
|                         | Ulrica Leonor (Rainha)               | Suécia                        | 5 de dezembro de 1718   | 29 de fevereiro de 1720    | 1 ano, 2 meses e 24 dias    |
|                         | Catarina (Princesa)                  | Transilvânia                  | 15 de novembro de 1629  | 21 de setembro de 1630     | 10 meses e 6 dias           |
|                         | Maria Teresa (Grã-princesa)          | Transilvânia                  | 20 de outubro de 1740   | 29 de novembro de 1780     | 40 anos, 1 mês e 9 dias     |

## Oceania
| Monarca Título   | Monarca Título                       | Reino                  | Início do reinado       | Fim do reinado              | Duração do reinado          |
| ---------------- | ------------------------------------ | ---------------------- | ----------------------- | --------------------------- | --------------------------- |
|                  | Vitória (Rainha)                     | Austrália              | 20 de junho de 1837     | 22 de janeiro de 1901       | 63 anos, 7 meses e 2 dias   |
|                  | Isabel II (Rainha)                   | Austrália              | 6 de fevereiro de 1952  | 8 de setembro de 2022       | 70 anos, 7 meses e 2 dias   |
|                  | Teriimaevarua II (Rainha)            | Bora Bora              | 26 de julho de 1860     | 12 de fevereiro de 1873     | 12 anos, 6 meses e 17 dias  |
|                  | Teriimaevarua III (Rainha)           | Bora Bora              | 12 de fevereiro de 1873 | 21 de setembro de 1895      | 22 anos, 7 meses e 9 dias   |
|                  | Isabel II (Rainha)                   | Fiji                   | 10 de outubro de 1970   | 6 de outubro de 1987        | 16 anos, 11 meses e 26 dias |
|                  | Liliuokalani (Rainha)                | Havaí                  | 29 de janeiro de 1891   | 17 de janeiro de 1893       | 1 ano, 11 meses e 19 dias   |
|                  | Tehaapapa II (Rainha)                | Huahine                | 26 de junho de 1868     | 28 de maio de 1893          | 24 anos, 11 meses e 2 dias  |
|                  | Tehaapapa III (Rainha)               | Huahine                | 28 de maio de 1893      | 15 de setembro de 1895      | 2 anos, 3 meses e 18 dias   |
|                  | Te Atairangikaahu (Te Arikinui Dame) | Reino Māori            | 23 de maio de 1966      | 15 de agosto de 2006        | 40 anos, 2 meses e 23 dias  |
|                  | Ngā Wai hono i te pō                 | Reino Māori            | 5 de setembro de 2024   | presente                    | 11 meses e 8 dias           |
|                  | Tehauroa (Rainha)                    | Raiatea                | 13 de abril de 1881     | 18 de março de 1884         | 2 anos, 11 meses e 5 dias   |
|                  | Vitória (Rainha)                     | Nova Zelândia          | 6 de fevereiro de 1840  | 22 de janeiro de 1901       | 60 anos, 11 meses e 16 dias |
|                  | Isabel II (Rainha)                   | Nova Zelândia          | 6 de fevereiro de 1952  | 8 de setembro de 2022       | 70 anos, 7 meses e 2 dias   |
| Papua-Nova Guiné | Isabel II (Rainha)                   | 16 de setembro de 1975 | 8 de setembro de 2022'  | 46 anos, 11 meses e 23 dias |                             |
|                  | Pōmare IV (Ari'i rahi)               | Taiti                  | 11 de janeiro de 1827   | 17 de setembro de 1877      | 50 anos, 8 meses e 6 dias   |
|                  | Isabel II (Rainha)                   | Ilhas Salomão          | 7 de julho de 1978      | 8 de setembro de 2022       | 44 anos, 2 meses e 1 dia    |
|                  | Salote Tupou III (Rainha)            | Tonga                  | 5 de abril de 1918      | 16 de dezembro de 1965      | 47 anos, 8 meses e 11 dias  |
|                  | Isabel II (Rainha)                   | Tuvalu                 | 1 de outubro de 1978    | 8 de setembro de 2022       | 43 anos, 11 meses e 7 dias  |